# Trung Quốc 1–2 Hồng Kông (1985)
Vào ngày 19 tháng 5 năm 1985, trận đấu giữa hai đội tuyển bóng đá quốc gia Trung Quốc và Hồng Kông đã diễn ra trên sân vận động Công nhân ở Bắc Kinh, Trung Quốc, nằm trong khuôn khổ vòng loại thứ nhất của Giải vô địch bóng đá thế giới 1986 khu vực châu Á. Cần một chiến thắng để đi tiếp vào vòng tiếp theo, Hồng Kông đã bất ngờ có được thắng lợi ấn tượng 2–1 ngay trên sân của Trung Quốc để loại chính đối thủ ra khỏi cuộc đua giành tấm vé đến vòng chung kết, với các bàn thắng của Trương Chí Đức ở phút 19 và Cố Cẩm Huy ở phút 60. Kết quả của trận đấu đã gây ra sự bất mãn sâu sắc và những phản ứng quá khích từ những người hâm mộ bóng đá Trung Quốc đại lục, dẫn đến việc trận đấu này về sau đã được gọi bằng cái tên Sự cố ngày 19 tháng 5 (tiếng Trung: 五一九事件) hay Cuộc vây hãm Sân vận động Công nhân (tiếng Anh: The Siege of the Workers' Stadium).
Trận đấu được điều khiển bởi trọng tài người Ấn Độ Melvyn D'Souza, và được các nhà phân tích vào thời điểm đó mô tả là diễn ra với một sự căng thẳng bất thường (so với những trận đấu thông thường tại vòng loại Giải vô địch bóng đá thế giới khu vực châu Á). Sau trận thua, các cổ động viên bất mãn của đội chủ nhà đã gây náo loạn ở sân vận động Công nhân và phải cần đến lực lượng Cảnh sát Vũ trang Nhân dân để lập lại trật tự. Đây được xem là một trong những cuộc đối đầu đáng chú ý nhất giữa hai đội tuyển Trung Quốc và Hồng Kông trong lịch sử.

## Bối cảnh
| VT | Đội        | ST | T | H | B | BT | BB | HS  | Đ |
| -- | ---------- | -- | - | - | - | -- | -- | --- | - |
| 1  | Trung Quốc | 5  | 4 | 1 | 0 | 22 | 0  | +22 | 9 |
| 2  | Hồng Kông  | 5  | 4 | 1 | 0 | 17 | 1  | +16 | 9 |
| 3  | Ma Cao (E) | 6  | 2 | 0 | 4 | 4  | 15 | −11 | 4 |
| 4  | Brunei (E) | 6  | 0 | 0 | 6 | 2  | 29 | −27 | 0 |

Vòng loại Giải vô địch bóng đá thế giới 1986 đánh dấu lần tham dự vòng loại thứ ba của đội tuyển Trung Quốc và lần thứ tư của đội tuyển Hồng Kông. Chưa bên nào từng thành công lọt vào vòng chung kết World Cup trước đây; trong đó Trung Quốc đã từng lọt vào vòng loại cuối cùng của giải đấu năm 1982 và là đội duy nhất đến từ khu vực Đông Á vào đến giai đoạn này. Họ bằng điểm và bằng hiệu số bàn thắng bại với New Zealand ở vị trí thứ hai trên bảng xếp hạng, tuy nhiên Trung Quốc đã phải nhận thất bại 1–2 trước New Zealand trong trận play-off quyết định suất tham dự cuối cùng của khu vực.
Đối với vòng loại của năm 1986, châu Đại Dương và châu Á đã được tách ra thành hai khu vực riêng biệt; các đội tuyển châu Á cũng được chia thành hai khu vực Đông và Tây, mỗi khu vực sẽ có một đội đủ điều kiện đại diện cho châu Á tại World Cup 1986. Trung Quốc được xếp vào bảng 4A cùng với Hồng Kông, Brunei và Ma Cao, và được xem là đội tuyển mạnh nhất ở bảng đấu này nhờ vị thế là đương kim á quân của Cúp bóng đá châu Á 1984.
Hai đội tuyển Trung Quốc và Hồng Kông trước đó đã gặp nhau trong trận lượt đi trên sân vận động Chính phủ (sau đổi tên là sân vận động Hồng Kông) tại Hồng Kông, khi hai đội hòa nhau không bàn thắng. Họ cùng bước vào trận tái đấu ở lượt trận cuối cùng với số điểm ngang bằng nhau; tuy nhiên, Trung Quốc đang nắm giữ lợi thế về hiệu số bàn thắng thua do có được những chiến thắng đậm hơn khi đối đầu với hai đội còn lại của bảng là Brunei và Ma Cao. Trung Quốc chỉ cần một kết quả hòa để đi tiếp vào vòng tiếp theo, trong khi Hồng Kông sẽ cần phải giành chiến thắng ngay trên sân của Trung Quốc, một điều được cho là khó có thể xảy ra.

## Trận đấu

### Diễn biến
Trong bầu không khí ồn ào được tạo ra từ 80.000 người hâm mộ tại sân vận động Công nhân ở Bắc Kinh, đội tuyển Trung Quốc bước vào trận đấu với thế trận tấn công với quyết tâm giành chiến thắng thay vì chỉ một kết quả hòa, nhằm củng cố vị trí nhất bảng để vượt qua vòng đấu bảng. Tuy nhiên, trong khi đội chủ nhà đang tỏ ra bế tắc trong quãng thời gian đầu trận thì chính Hồng Kông mới là những người tung ra đòn phủ đầu bất ngờ đầu tiên ở phút thứ 19. Từ một quả đá phạt trực tiếp, tiền vệ Hồ Quốc Hùng lén lút đưa bóng về phía sau cho tuyến hai – nơi mà hậu vệ Trương Chí Đức đã đợi sẵn – để tung ra cú đá "sấm sét" từ ngoài vòng cấm đưa bóng găm thẳng vào góc trên khung thành của thủ môn Lạc Kiến Nhân, qua đó mở tỷ số cho các vị khách. Không nản lòng sau bàn thua, Trung Quốc gia tăng áp lực và có bàn gỡ hòa 12 phút sau đó do công của tiền đạo Lý Huy, trong một pha phản công xuất phát từ một tình huống phát động tấn công không tốt của thủ môn Hồng Kông Trần Vân Nhạc. 
Sang hiệp hai, các cầu thủ Trung Quốc bất ngờ tiếp tục dồn lên ép sân đối phương và mở ra nhiều cơ hội tấn công hơn cho Hồng Kông, mà đỉnh điểm là bàn thắng của trung vệ Cố Cẩm Huy từ một cú đá bồi để đưa Hồng Kông một lần nữa vươn lên dẫn trước sau 60 phút bóng lăn. Trong khoảng thòi gian thi đấu còn lại, Trung Quốc tung ra rất nhiều cú sút trúng đích trong nỗ lực tìm kiếm bàn gỡ hòa một cách tuyệt vọng, nhưng bàn thắng đã không thể đến dù chỉ một lần và Hồng Kông rời sân với chiến thắng lịch sử 2–1.

### Chi tiết
| Trung Quốc | 1–2 | Hồng Kông                           |
| ---------- | --- | ----------------------------------- |
| Lý Huy 31' |     | Trương Chí Đức 19' · Cố Cẩm Huy 60' |

| Trung Quốc | Hồng Kông |

| GK               |    | Lạc Kiến Nhân    |     |     |
| RB               |    | Chu Ba           |     |     |
| CB               |    | Giả Tú Toàn      |     |     |
| CB               |    | Lâm Nhạc Phong   |     |     |
| LB               |    | Lữ Hồng Tường    |     |     |
| CM               |    | Lâm Cường        |     |     |
| CM               |    | Dương Triều Huy  |     |     |
| CM               |    | Vương Huệ Lương  |     | 70' |
| RF               | 7  | Cổ Quảng Minh    |     |     |
| CF               | 10 | Lý Huy           | 64' |     |
| LF               |    | Tả Thụ Thanh (c) |     | 38' |
| Thay thế:        |    |                  |     |     |
| FW               |    | Lý Hoa Quân      |     | 38' |
| FW               |    | Triệu Thế Dụ     |     | 70' |
| Huấn luyện viên: |    |                  |     |     |
| Tằng Tuyết Lân   |    |                  |     |     |

| GK               |    | Trần Vân Nhạc       |     |     |
| SW               | 2  | Lương Soái Vinh (c) |     |     |
| CB               |    | Lai La Cửu          |     |     |
| CB               | 19 | Cố Cẩm Huy          |     |     |
| RWB              | 14 | Trương Chí Đức      |     |     |
| LWB              |    | Dư Quốc Sâm         | 21' |     |
| RM               |    | Lưu Vinh Nghiệp     |     |     |
| CM               |    | Hoàng Quốc An       |     |     |
| CM               | 13 | Hồ Quốc Hùng        |     |     |
| LM               |    | Trần Phát Kỳ        |     | 73' |
| CF               |    | Doãn Chí Cường      |     | 85' |
| Thay thế:        |    |                     |     |     |
| DF               |    | Đàm Dư Hoa          |     | 73' |
| DF               |    | Philip Reis         |     | 85' |
| Huấn luyện viên: |    |                     |     |     |
| Quách Gia Minh   |    |                     |     |     |

## Kết quả

### Sau trận đấu
| VT | Đội        | ST | T | H | B | BT | BB | HS  | Đ  | Giành quyền tham dự |
| -- | ---------- | -- | - | - | - | -- | -- | --- | -- | ------------------- |
| 1  | Hồng Kông  | 6  | 5 | 1 | 0 | 19 | 2  | +17 | 11 | Vòng 2 (nhóm B)     |
| 2  | Trung Quốc | 6  | 4 | 1 | 1 | 23 | 2  | +21 | 9  |                     |
| 3  | Ma Cao     | 6  | 2 | 0 | 4 | 4  | 15 | −11 | 4  |                     |
| 4  | Brunei     | 6  | 0 | 0 | 6 | 2  | 29 | −27 | 0  |                     |

Hồng Kông giành ngôi đầu bảng 4A và đi tiếp vào vòng loại thứ hai của Khu vực B (bán kết Vòng loại châu Á), nơi họ phải chạm trán với một đối thủ nặng ký khác là Nhật Bản trong cặp trận hai lượt đi và về. Họ nhanh chóng để thua 0–3 trong trận lượt đi trên đất Nhật Bản, với hai bàn thua ngay trong hiệp một; sau đó chịu thúc thủ 1–2 ở trận lượt về trên sân nhà, trong đó Hồng Kông đã đá hỏng một quả phạt đền. Hồng Kông kết thúc chiến dịch vòng loại với thất bại 1–5 sau hai lượt trận, bỏ lỡ cơ hội giành quyền đến Mexico năm đó.
Đối với Trung Quốc, thất bại này tiếp tục là một kết quả đáng thất vọng khác trong nỗ lực giành quyền tham dự vòng chung kết Giải vô địch bóng đá thế giới đầu tiên của họ. Phải đến năm 2002, Trung Quốc mới có thể đủ điều kiện tham dự vòng chung kết World Cup lần đầu tiên trong lịch sử, mà một phần là nhờ vào việc họ không phải cạnh tranh với những người hàng xóm Hàn Quốc và Nhật Bản ở vòng loại châu Á, hai nước đã được đặc cách thẳng vào vòng chung kết với tư cách là đồng chủ nhà của giải đấu.

### Sự cố bạo loạn
Trận đấu này còn dẫn tới "vụ bạo loạn bóng đá đầu tiên trong lịch sử nước Cộng hòa Nhân dân Trung Hoa". Trong khi đội tuyển Hồng Kông nhận được sự chào đón như những người hùng ở sân bay Khải Đức khi họ trở về, thì những người hâm mộ Trung Quốc đại lục bất mãn đã gây ra một cuộc bạo loạn cả trong và xung quanh sân vận động Công nhân sau khi trận đấu khép lại, Lực lượng Cảnh sát Vũ trang Nhân dân Trung Quốc cũng đã được huy động để lập lại trật tự. Tổng cộng có 127 người đã bị bắt. Huấn luyện viên của tuyển Trung Quốc Tằng Tuyết Lân và chủ tịch Hiệp hội bóng đá Trung Quốc Lý Phượng Lâu đều tuyên bố từ chức sau vụ việc.